# Trimmis
Trimmis (Reto-Romaans: Termin) is een gemeente en plaats in het Zwitserse kanton Graubünden, en maakt deel uit van het district Landquart.
Trimmis telt 2881 inwoners.

## Geschiedenis
Op 1 januari 2008 werd de gemeente Says opgeheven en de plaats opgenomen in de gemeente Trimmis.